# Сен-Жорж де Марсе, Шарль-Эктор де
Шарль-Экто́р де Сен-Жорж де Марсе́ (фр. Charles Hector de Saint-Georges de Marsais; 1688, Париж — 1755, Амплебен) — французский богослов и писатель, мистик.

## Биография
Родился в Париже в семье бывших членов реформатской церкви. Опасаясь религиозных гонений, семья переехала в Германию. Шарль принимал участие в Войне за испанское наследство, сражаясь в армии Брабанта.  В 1711 году уволился из армии и переехал в Шварценау, в графстве Сайн-Витгенштейн.. Здесь увлёкся мистицизмом и занимался изучением сочинений Антуанетты Буриньон. В 1713—1716 годах неоднократно бывал в Швейцарии, где познакомился с трудами Мадам Гюйон. Вернувшись в Германию в 1719 году, Сен-Жорж обосновался в Берлебурге.  Берлебург в это время — центр немецкого пиетизма, место издания Берлебургской библии (1726—1742). Сен-Жорж стал президентом местного Филадельфийского общества и оставался им вплоть до 1724 года. В Берлебурге им написаны и опубликованы его религиозные труды — с 1738 года и до смерти в 1755 году.

## Сочинения[3]
- Témoignage d’un enfant de la vérité et droitures des voyes de l’esprit (Свидетельство дитя об истине и прямоте путей духа; 1738)
- Discours spritiuels sur diverses matières de la vie intérieure et des dogmes de la religion chrétienne (Духовные беседы о различных предметах внутренней жизни и догм христианской религии; 1733)
- Témoignage d’un enfant ou explication de l’Apocalypse etc. (Свидетельство дитя, или объяснение Апокалипсиса; 1739)
- Témoignage d’un enfant ou abrégé de l’essence de la vraie religion chrétienne (Свидетельство дитя, или кратко об источнике настоящей христианской религии; 1740)
- Témoignage d’un enfant démontré dans la vie des saints patriarches etc. (Свидетельство дитя на примере жизни святых патриархов; 1740)
- Autobiographie (Автобиография)